# Anarta wistroemi
Anarta wistroemi är en fjärilsart som beskrevs av Lampa 1885. Anarta wistroemi ingår i släktet Anarta och familjen nattflyn. Inga underarter finns listade i Catalogue of Life.

## Bildgalleri

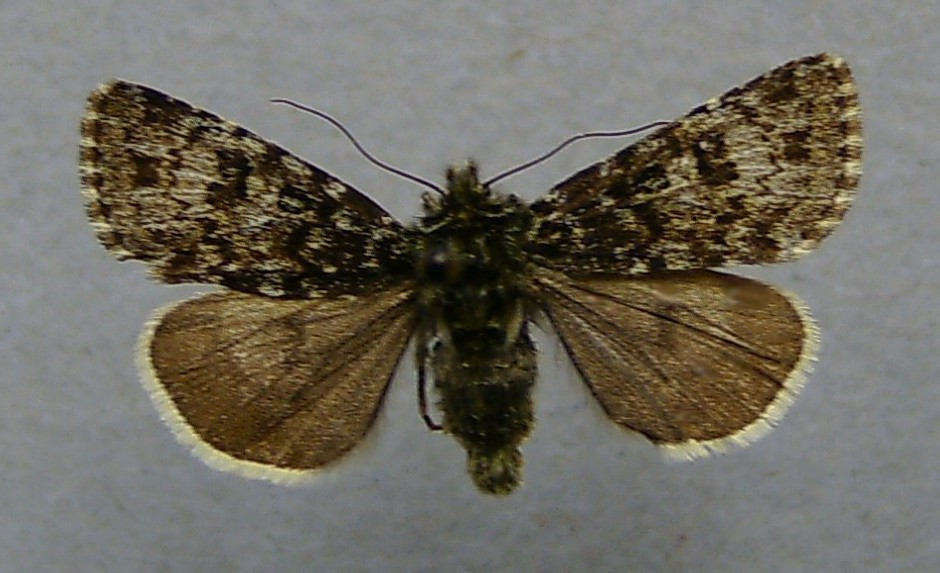